# Bușteni
Bușteni [ˈbuʃtenʲ] (Ausspracheⓘ) ist eine Kleinstadt im Kreis Prahova, in den rumänischen Karpaten. Sie ist eine bekannte Touristenstadt in Rumänien am Fuße des Bucegi-Gebirges im Prahovatal.
Der Name der Stadt bedeutet wörtlich übersetzt „Baumstümpfe“.

## Lage
Bușteni liegt 135 km entfernt von der Hauptstadt Bukarest und unweit anderer beliebter Ortschaften im Prahova-Tal (wie Sinaia, Predeal und Azuga) sowie von Brașov (Kronstadt). Die durchschnittliche Seehöhe der Stadt beträgt 850 m. Administrativ gehört zu Bușteni auch das Dorf Poiana Țapului.

## Geschichte
Es existiert kein Dokument, das mit Sicherheit die genaue Gründung des Ortes belegt. Zeitgenössische Dokumente erwähnen, dass zum ausgehenden 18. Jahrhundert hin „nicht einmal die Rede von einem echten Dorf“ gewesen sein könne. Im Jahr 1916 war Bușteni Schauplatz mehrerer militärischer Zusammenstöße während des Ersten Weltkriegs.

## Geografische Daten
Das Klima ist, typisch für das Prahova-Tal, von milden Wintern und kühlen Sommern geprägt.

## Tourismus
Bușteni ist einer der beliebtesten Urlaubsorte in den rumänischen Bergen, das neben einer landschaftlich reizvollen Lage auch eine Vielzahl an Urlaubsmöglichkeiten und -aktivitäten über das ganze Jahr hinweg bietet, von Skifahren bis hin zu Bergwandertouren. Insbesondere führen von hier aus zahlreiche Wanderrouten in das Bucegi-Gebirge, das bis auf Höhen von 2.505 m reicht. Im Winter 2005 wurde hier die modernste Skianlage Rumäniens  eröffnet.
Weitere Sehenswürdigkeiten sind:
- Das Haus des Schriftstellers Cezar Petrescu – gebaut 1918 (traditionelle Architektur).
- Das Schloss Cantacuzino – gebaut im Jahre 1910 durch Gheorghe Cantacuzino.
- Die Domnească-Kirche – errichtet im Jahr 1889, gestiftet von König Carol I. und der Königin Elisabeth, besonders zu erwähnen wegen ihrer Innenarchitektur, gestiftetes Interieur (die Ikonen im Inneren sind Originale, gemalt durch Gheorghe Tattarescu).
- Das Haus „Româno-Franceză“.
- Das Monument „Ultima Grenadă“ (Letzte Granate); es wurde im Jahr 1928 errichtet und dem Helden Korporal Vasile Mușat gewidmet.
- Nahe der Spitze des Caraiman-Berges, auf einer Höhe von 2291 m, steht ein gut 39 m hohes Denkmal, das „Crucea Eroilor Neamului“ (Heldenkreuz), gebaut zwischen 1926 und 1928. Das Denkmal wurde in Erinnerung an die Gefallenen des Ersten Weltkriegs auf Initiative der Kronprinzessin Maria, mit gesammelten Geldern verschiedener Spender – inklusive des britischen Königshauses – und der Alliierten, errichtet.

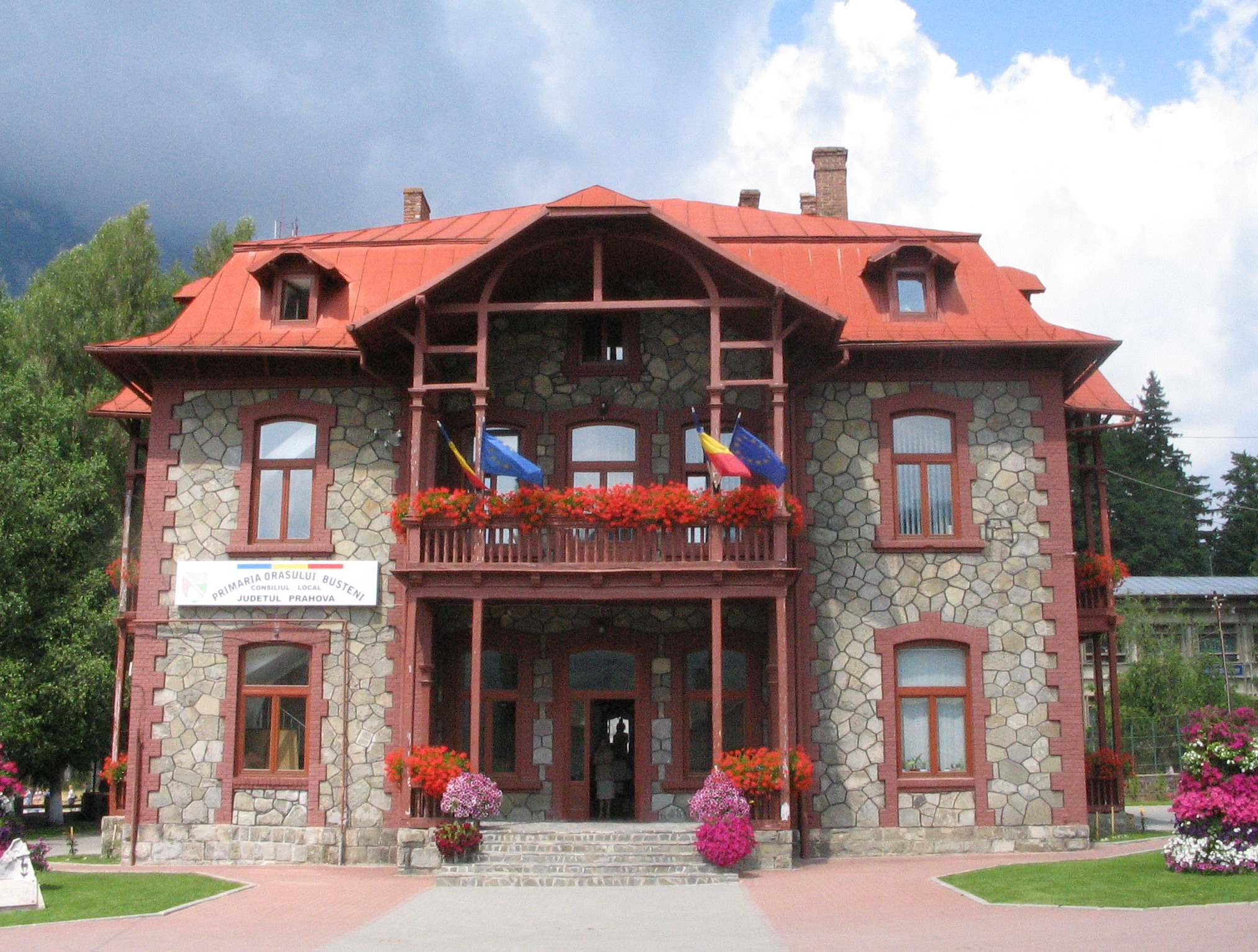
Rathaus
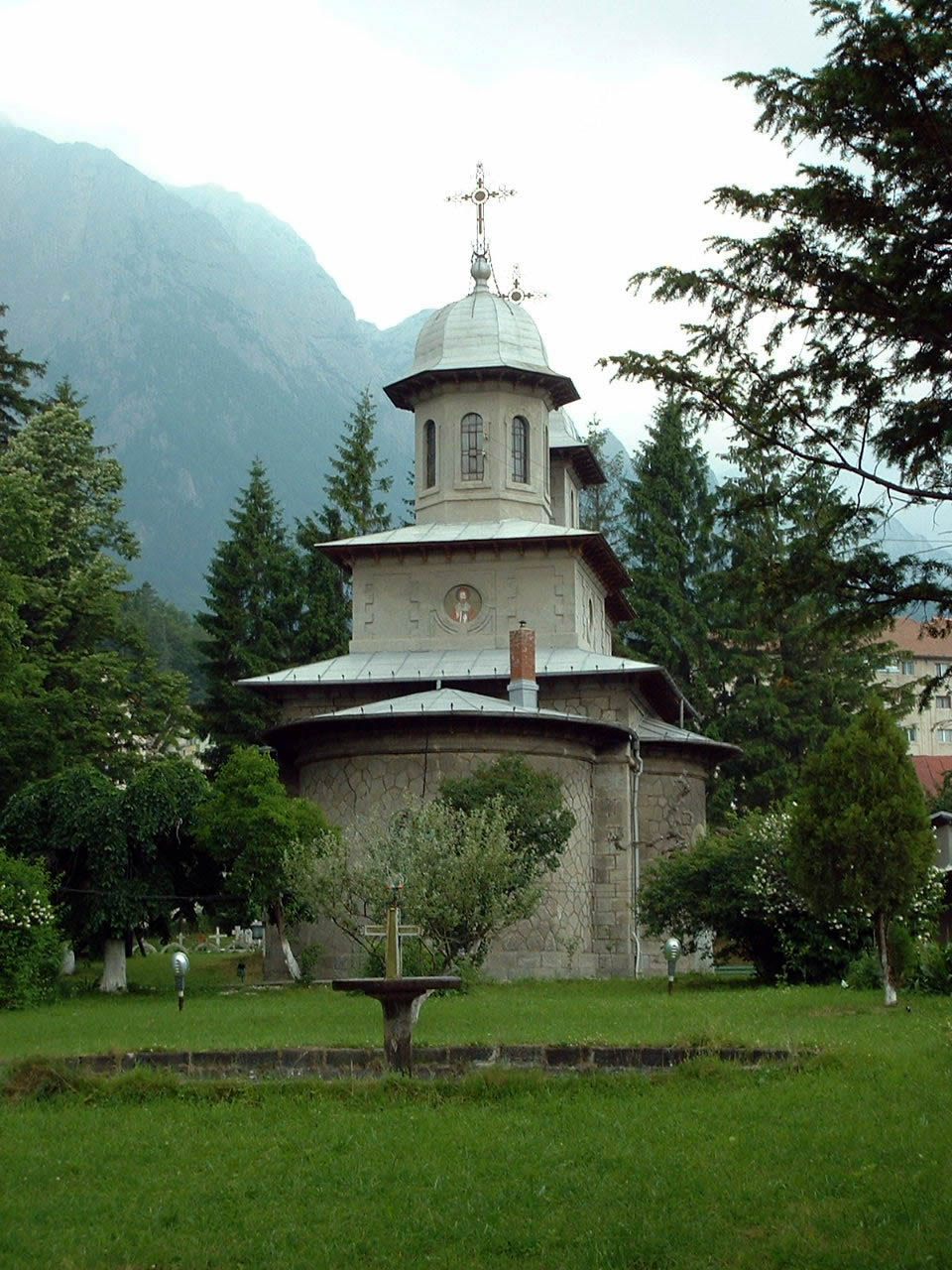
Domnească-Kirche
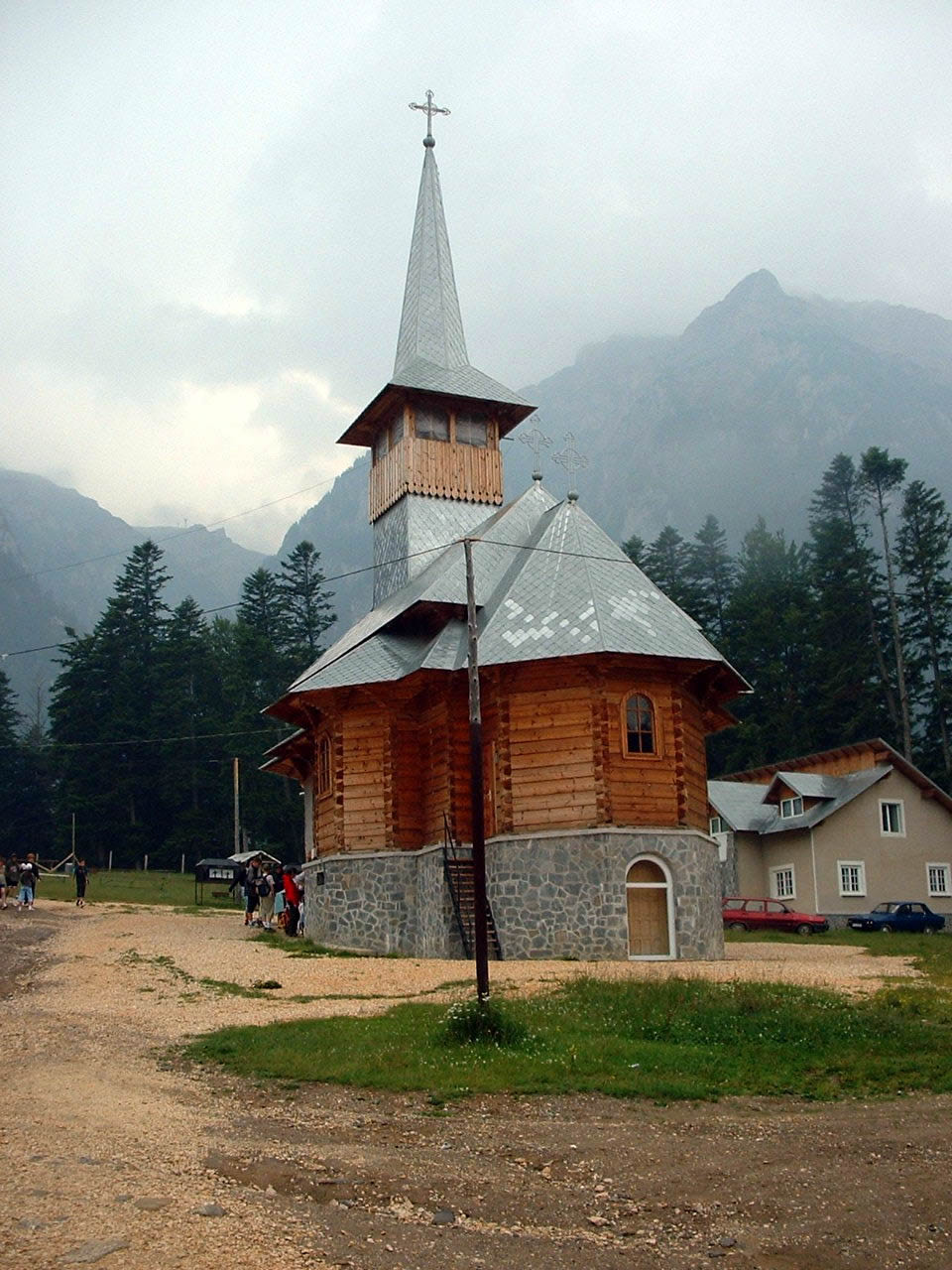
Das Kloster Bușteni
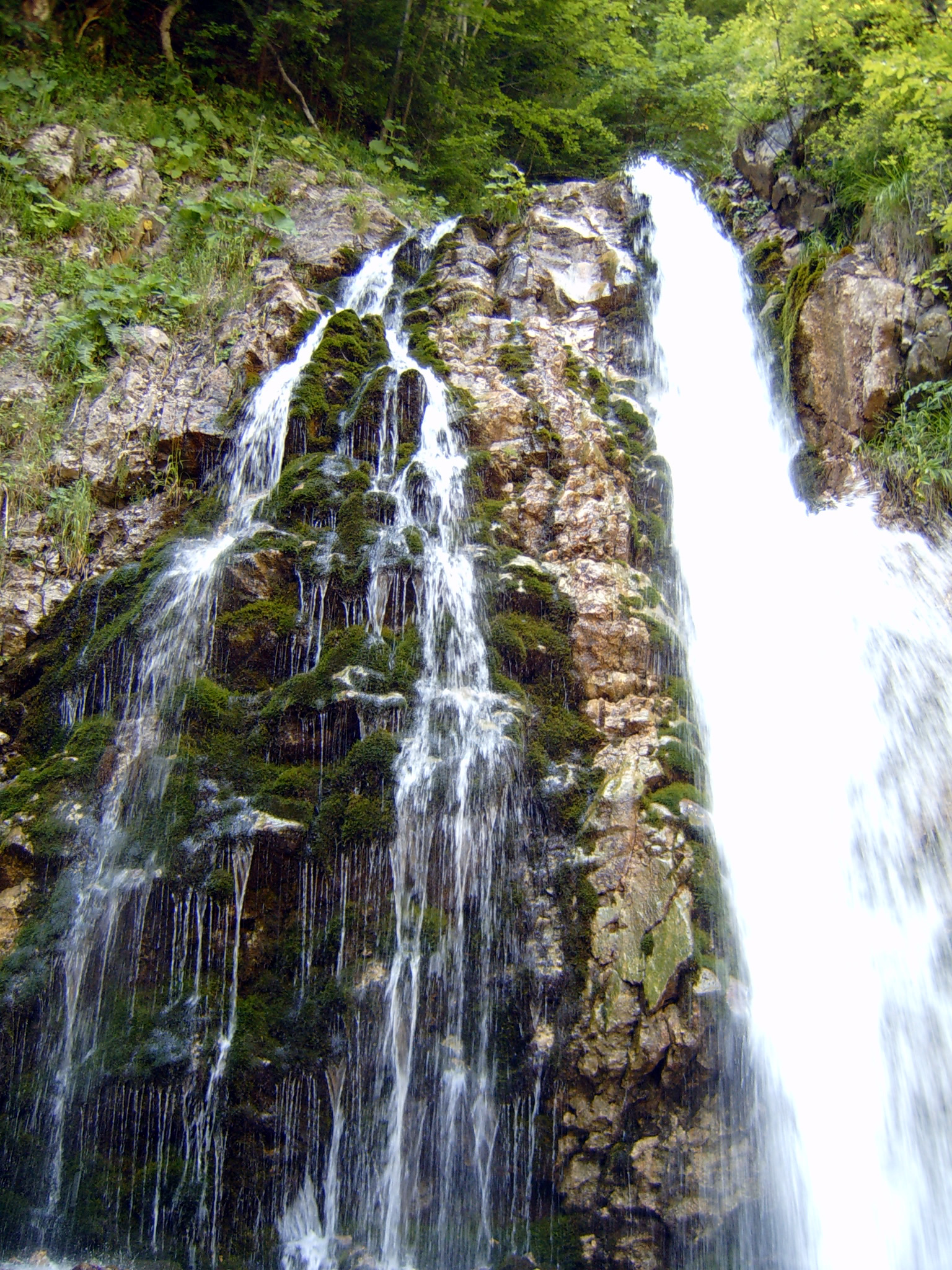
Wasserfall
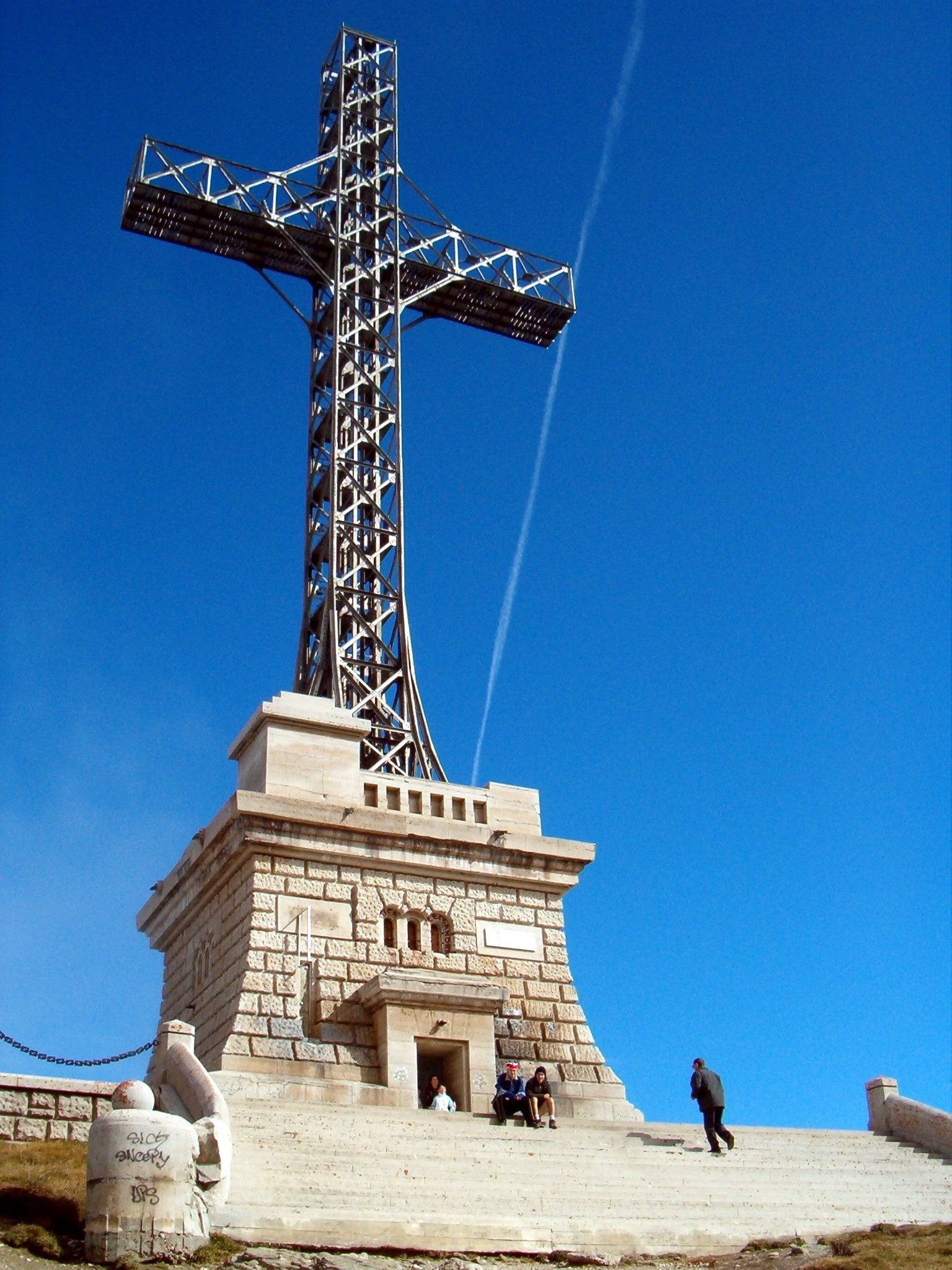
Das Heldenkreuz

## Städtepartnerschaften
Bușteni ist die Partnerstadt von:
- Moissy-Cramayel, Frankreich, seit 1993
- Djerba-Midoun, Tunesien, seit 2000

## Söhne und Töchter der Stadt
- Constantin Enache (1928–2017), Skilangläufer
- Gheorghe Manta (* 1935), Politiker und Diplomat
- Marian Chițescu (* 1971), Bobfahrer
- Alina Savin (* 1988), Bobfahrerin

### Ehrenbürger
- Aurora Gruescu (1914–2005), erste Forstingenieurin